# Костылева (Свердловская область)
Костылева — деревня в городском округе Верхотурский Свердловской области, Россия. В селе расположен мужской монастырь Свято-Косьминская пустынь.

## Географическое положение
Деревня Костылева расположена в 27 километрах (по автодороге в 31 километре) к востоку-юго-востоку от города Верхотурья, на правом берегу реки Туры. Чуть северо-западнее Костылевой расположена деревня Захарова.

## История деревни
Деревня получила своё название по фамилии переселенцев крестьян Костылевых. Деревня впервые упоминается в переписи уезда 1624 года. 

## Монастырь Свято-Косьминская пустынь
В 1704 году на месте поселения была сделана остановка при перенесении мощей святого праведника Симеона из села Меркушина в город Верхотурье. И когда юродивый Косьма, ползущий на коленях за гробом уставал, он просил: «Брате Симеоне, давай отдохнем». И процессия с гробом останавливалась. В конце XIX — начале XX веков на этом месте была воздвигнута часовня, которая была разрушена в советское время. В 2000 году началось восстановление храма, который был освящён во имя святого блаженного Косьмы Верхотурского 26 мая 2003 года. Затем был построен монастырский комплекс, в котором вначале располагалось подворье Екатеринбургского Ново-Тихвинского женского монастыря. Постановлением Священного синода Русской православной церкви 27 марта 2007 года был открыт мужской монастырь Свято-Косьминская пустынь. Монастырь располагается на пути паломников, следующих на поклонение чудотворным мощам праведного Симеона Верхотурского.

## Население
| 1873 | 2002 | 2010 | 2021 |
| ---- | ---- | ---- | ---- |
| 222  | ↘127 | ↘123 | ↘99  |